# Вдалеке от людей
«Вдалеке от людей» (фр. Loin des hommes) — кинофильм режиссёра Давида Эльхоффена, вышедший на экраны в 2014 году. Лента основана на рассказе Альбера Камю «Гость» (фр. L'Hôte).
Фильм был номинирован на премию «Золотой лев» на 71-м Венецианском международном кинофестивале. Он был показан на Кинофестивале в Торонто в 2014 году.

## Сюжет
Действие происходит в Алжире в 1954 году. Ветеран второй мировой войны Дару работает школьным учителем в глухом алжирском селе. Его тихую жизнь нарушает жандарм Бальдуччи, который приводит арестованного араба по имени Мохамед и просит отвести его в ближайший полицейский участок, находящийся в нескольких днях пути. Дару вовсе не желает выполнять эту грязную работу и настроен отпустить преступника, обвиняемого в убийстве кузена, на все четыре стороны. На следующее утро братья убитого совершают попытку кровно отомстить Мохамеду. Учитель понимает, что пленнику угрожает неминуемая смерть, и решает сопроводить того до пункта назначения. На этом непростом пути им угрожают не только родственники погибшего, но также отряды самообороны европейских поселенцев, алжирские повстанцы и французские колониальные войска…

## В ролях
- Вигго Мортенсен — Дару
- Реда Катеб — Мохамед
- Джемель Барек — Слиман
- Венсан Мартен — Бальдуччи
- Николя Жиро — лейтенант ле Таллек
- Жан-Жером Эспозито — Франсис
- Соня Амори — проститутка
- Анхела Молина — сеньорита Мартинес

## Награды и номинации
- 2008 — специальное упоминание жюри в категории «Лучший европейский проект» на Римском кинофестивале.
- 2014 — участие в основной конкурсной программе Венецианского кинофестиваля, где лента получила три приза: SIGNIS Award, Interfilm Award и Arca CinemaGiovani Award[4].
- 2015 — приз Fritz-Gerlich-Preis на Мюнхенском кинофестивале.
- 2015 — приз за лучший экуменический фильм на Норвежском кинофестивале.